# Pratylenchus
Ne doit pas être confondu avec Paratylenchus.
Genre
Pratylenchus est un genre de nématodes parasites des plantes. Ces nématodes migrateurs des racines sont responsables de lésions des racines chez de nombreuses espèces de plantes hôtes dans les régions tempérées du monde.
Les nématodes migrateurs des racines sont des endoparasites migrateurs qui pénètrent dans les racines de l'hôte pour se nourrir et se reproduire et qui se déplacent librement dans les tissus des racines et en dehors.
Ils ne se sédentarisent pas dans les racines comme le font les nématodes à kystes (Globodera) et les nématodes cécidogènes (Meloidogyne) . 
Ils se nourrissent presque exclusivement dans le cortex des racines.
La différenciation entre espèces est généralement fondée sur la morphologie, en particulier sur les variations des pièces buccales ou stylets.

## Liste des espèces
Selon GBIF (12 mai 2021) :
- Pratylenchus acuticaudatus Braasch & Decker, 1989
- Pratylenchus agilis Thorne & Malek, 1968
- Pratylenchus alleni Ferris, 1961
- Pratylenchus allius (Shahina & Maqbool, 1996) Siddiqi, 2000
- Pratylenchus andinus Lordello, Zamith & Boock, 1961
- Pratylenchus angulatus Siddiqi, 1994
- Pratylenchus araucensis Múnera, Bert & Decraemer, 2009
- Pratylenchus arlingtoni Handoo, Carta & Skantar, 2001
- Pratylenchus artemisiae Sheng & Chen, 1994
- Pratylenchus australis Valenzuela & Raski, 1985
- Pratylenchus barkati Das & Sultana, 1979
- Pratylenchus bhattii Siddiqi, Dabur & Bajaj, 1991
- Pratylenchus bicaudatus Meyl, 1954
- Pratylenchus bolivianus Corbett, 1983
- Pratylenchus brachyuris (Godfrey, 1929)
- Pratylenchus brachyurus (Godfrey, 1929) Filipjev & Schuurmans Stekhoven, 1941
- Pratylenchus brassicae (Shahina & Maqbool, 1996) Siddiqi, 2000
- Pratylenchus brevicercus Das, 1960
- Pratylenchus brzeskii Karssen, Waeyenberge & Moens, 2000
- Pratylenchus cerealis Haque, 1966
- Pratylenchus chrysanthus Edward, Misra, Rai & Peter, 1969
- Pratylenchus clavicaudatus Baranovskaya & Haque, 1968
- Pratylenchus codiaei Singh & Jain, 1984
- Pratylenchus coffeae (Zimmermann, 1898) Filipjev & Schuurmans Stekhoven, 1941
- Pratylenchus convallariae Seinhorst, 1959
- Pratylenchus crassi Das & Sultana, 1979
- Pratylenchus crenatus Loof, 1960
- Pratylenchus crossandrae Subramaniyan & Sivakumar, 1991
- Pratylenchus cruciferus Bajaj & Bhatti, 1984
- Pratylenchus curvicauda Siddiqi, Dabur & Bajaj, 1991
- Pratylenchus dasi Fortuner, 1985
- Pratylenchus delattrei Luc, 1958
- Pratylenchus dioscoreae Yang & Zhao, 1992
- Pratylenchus dunensis De La Peña, Moens, Van Aelst & Karssen, 2006
- Pratylenchus ekrami Bajaj & Bhatti, 1984
- Pratylenchus elamini Zeidan & Geraert, 1991
- Pratylenchus emarginatus Eroshenko, 1978
- Pratylenchus estoniensis Ryss, 1982
- Pratylenchus exilis Das & Sultana, 1979
- Pratylenchus fallax Seinhorst, 1968
- Pratylenchus flakkensis Seinhorst, 1968
- Pratylenchus floridensis De Luca, Troccoli, Duncan, Subbotin, Waeyenberge, Moens & Inserra, 2010
- Pratylenchus gibbicaudatus Minagawa, 1982
- Pratylenchus gongjuensis Choi, Lee, Park, Han & Choi, 2006
- Pratylenchus goodeyi Sher & Allen, 1953
- Pratylenchus gotohi Mizukubo & Minagawa, 1991
- Pratylenchus graminis Subramaniyan & Sivakumar, 1991
- Pratylenchus heterocercus (Kreis, 1930) Andrássy, 1960
- Pratylenchus hexincisis Taylor & Jenkins, 1957
- Pratylenchus hexincisus Taylor & Jenkins, 1957
- Pratylenchus hippeastri Inserra, Troccoli, Gozel, Bernard, Dunn & Duncan, 2007
- Pratylenchus hispaniensis Palomares-Rius, Castillo, Liébanas, Vovlas, Landa, Navas-Cortés & Subbotin, 2010
- Pratylenchus horti Nguyen, Trinh, Couvreur, Singh, Decraemer & Bert, 2019
- Pratylenchus indicus Das, 1960
- Pratylenchus ispagoli Bairwa, Siddiqui & Parihar, 2008
- Pratylenchus jaehni Inserra, Duncan, Troccoli, Dunn, Dos Santos, Kaplan & Vovlas, 2001
- Pratylenchus japonicus Ryss, 1988
- Pratylenchus jordanensis Hashim, 1984
- Pratylenchus kasari Ryss, 1982
- Pratylenchus kolourus Fortuner, 1985
- Pratylenchus kralli Ryss, 1982
- Pratylenchus kumamotoensis Mizukubo, Sugimura & Uesugi, 2007
- Pratylenchus kumaoensis Lal & Khan, 1990
- Pratylenchus lentis Troccoli, De Luca, Handoo & Di Vito, 2008
- Pratylenchus loofi Singh & Jain, 1984
- Pratylenchus loosi Loof, 1960
- Pratylenchus macrostylus Wu, 1971
- Pratylenchus manaliensis Khan & Sharma, 1992
- Pratylenchus manohari Quraishi, 1982
- Pratylenchus mediterraneus Corbett, 1983
- Pratylenchus microstylus Bajaj & Bhatti, 1984
- Pratylenchus montanus Zyubin, 1966
- Pratylenchus morettoi Luc, Baldwin & Bell, 1986
- Pratylenchus mulchandi Nandakumar & Khera, 1970
- Pratylenchus musii Choudhury & Phukan, 1989
- Pratylenchus neglectus (Rensch, 1924) Filipjev & Schuurmans Stekhoven, 1941
- Pratylenchus neglectus Rensch, 1924
- Pratylenchus neobrachyurus Siddiqi, 1994
- Pratylenchus nizamabadensis Maharaju & Das, 1981
- Pratylenchus obtusicaudatus Romaniko, 1977
- Pratylenchus obtusus (Bastian, 1865) Goodey, 1951
- Pratylenchus okinawaensis Minagawa, 1991
- Pratylenchus panamaensis Siddiqi, Dabur & Bajaj, 1991
- Pratylenchus parafloridensis De Luca, Troccoli, Duncan, Subbotin, Waeyenberge, Moens & Inserra, 2010
- Pratylenchus penetrans (Cobb, 1917) Filipjev & Schuurmans Stekhoven, 1941
- Pratylenchus pinguicaudatus Corbett, 1969
- Pratylenchus portulacus Zarina & Maqbool, 1998
- Pratylenchus pratensis (de Man, 1880) Filipjev, 1936
- Pratylenchus pratensisobrinus Bernard, 1984
- Pratylenchus pseudocoffeae Mizukubo, 1992
- Pratylenchus pseudofallax Café Filho & Huang, 1989
- Pratylenchus pseudopratensis Seinhorst, 1968
- Pratylenchus quasitereoides Hodda, Collins, Vanstone, Hartley, Wanjura & Kehoe, 2014
- Pratylenchus ranjani Khan & Singh, 1975
- Pratylenchus roseus Zarina & Maqbool, 1998
- Pratylenchus rwandae Singh, Nyiragatare, Janssen, Couvreur, Decraemer & Bert, 2018
- Pratylenchus sacchari (Soltwedel, 1888) Filipjev, 1936
- Pratylenchus scribneri Steiner, 1943
- Pratylenchus sefaensis Fortuner, 1973
- Pratylenchus sensillatus Anderson & Townshend, 1985
- Pratylenchus silvaticus Brzeski, 1998
- Pratylenchus speijeri De Luca, Troccoli, Duncan, Subbotin, Waeyenberge, Coyne, Brentu & Inserra, 2012
- Pratylenchus stupidus Romaniko, 1977
- Pratylenchus subpenetrans Taylor & Jenkins, 1957
- Pratylenchus subranjani Mizukubo, Toida, Keereewan & Yoshida, 1990
- Pratylenchus sudanensis Loof & Yassin, 1971
- Pratylenchus tenuis Thorne & Malek, 1968
- Pratylenchus teres Khan & Singh, 1975
- Pratylenchus thornei Sher & Allen, 1953
- Pratylenchus tulaganovi Samibaeva, 1966
- Pratylenchus tumidiceps Merzheevskaya, 1951
- Pratylenchus turmeri Bairwa, Siddiqui & Parihar, 2008
- Pratylenchus typicus Rashid, 1974
- Pratylenchus unzenensis Mizukubo, 1992
- Pratylenchus uralensis Romaniko, 1966
- Pratylenchus variacaudatus Romaniko, 1977
- Pratylenchus ventroprojectus Bernard, 1984
- Pratylenchus vulnus Allen & Jensen, 1951
- Pratylenchus wescolagricus Corbett, 1984
- Pratylenchus yamagutii Minagawa, 1991
- Pratylenchus yassini Zeidan & Geraert, 1991
- Pratylenchus zeae Graham, 1951

## Systématique
Le nom scientifique complet (avec auteur) de ce taxon est Pratylenchus Filipjev, 1936.
Pratylenchus a pour synonyme :
- Pratylenchus Thorne, 1949